# 春社

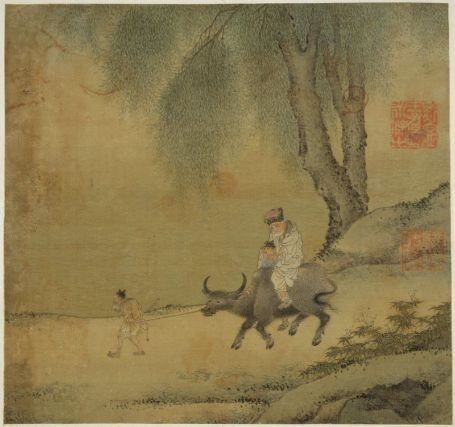
春社醉归图
南宋画家李唐（1066年－1150年）

春社是源自中国的传统民俗节日，是祭祀社稷土地神的日子，露天為之，以樹木或石頭作為社主，大多是用樹。春社的时间一般为立春之後的第五个戊日，約在春分前後，但也有二月初二、二月初八、二月十二、二月十五之说。有些人認為社日在商、西周之原始时期，是男女幽会的狂欢节日。
春社在甲骨文中就有相关的记载，是中国最为古老的节日之一，距今已有两千年以上的历史，在元朝以前，在中国一直都是一个非常重要的传统节日。但目前在中國大陆和台湾，仅有部分地区存在二月二日拜土地公的习俗，并稱此日為土地誕、福德誕等，但与传统的春社不尽相同。在中国大陆北方部分地区的二月二龙抬头节中，亦有部分民俗沿袭自春社。关于春社的兴衰过程，有学者将其归结为“起源三代，初兴于秦汉，传承于魏晋南北朝，兴盛于唐宋，衰微于元明及清”。
与中国诸多祭祀类传统节日一样，根据主办方的不同，春社分为官社和民社。官社庄重肃穆，礼仪繁缛，而民社则充满生活气息，成为邻里娱乐聚宣的日子，同时有各种娱乐活动，有敲社鼓、食社饭、饮社酒、观社戏等诸多习俗，是民间不可多得的热闹节日。“社会”一词即起源于民社时的聚会活动。
春社一般与“秋社”合称为“社日”，历来有“春祈秋报”的说法:540。清末民初著名易学家尚秉和称，社日“在中国历史上，可谓最古最普遍之佳节。”:422现今各地遍存的土地庙即是社日祭社时的遗存。

## 日期
祭社之日稱為「社日」，兩漢以後，農曆二月與八月上旬的戊日，就固定為民間盛大的歲時節日。不過其確切日期，仍有許多說法，而各有其根據，或指為農曆二月、八月的上旬戊日，或說是最接近春分、秋分的戊日，或表述為立春、立秋之後的第5個戊日。據說，之所以設在戊日，是因为在天干中，戊属于中央，於五行属于土。
以立春後第五个戊日计算，春社日期大约在立春後的第41天至第50天，公历的3月16日至27日之间，约在春分（公历3月20日或21日）前後。
此外，关于春社日的日期，在民间还有二月初二、二月初八、二月十二、二月十五之说:91。

### 文獻訛誤
祖祭、軷祭、祖餞為古代對五祀之一的行神、路神「祖」的祭祀。部份古代文獻，像是《藝文類聚》、《淵鑑類函》、《晉書》等，將「祖」字誤改或誤抄成了「社」字，如嵇含是作《祖赋序》卻誤植為《社赋序》，導致古代祭祀行神的記載誤會為是祭祀社神的敘述。

## 历史

### 起源三代
“社”在古代指司土地之神，如《说文》云：“社，地主也。”:540在上古时期，中国的主要食物获取方式由渔猎、畜牧开始转为以农耕为主:89，人们渐渐意识到土地的重要性，开始崇拜土地，于是就诞生了“社神”，而当时的统治者和人民开始祭祀社神（称为祭社、社祭、社祀），甲骨文中似乎就有描述。卜辭有描述「王侑石」的文字，宋鎮豪認為這是指祭社，《殷虛書契考釋》列出兩條卜辭「𤉲（尞）于土」、「拜土」，認為是指祭社，其土字為社字之假借。祭祀社神的行为渐渐发展成後來的春社:90。
一般认为，当时祭社主要有以下几个目的:544-551：
- 祈求好收成；
- 祈雨求晴；
- 祈求消灾；
- 娱神娱人；
- 婚恋求子；
- 赢得战争胜利。

另外，有相当一部分学者认为，祭社的祭祀对象除了土地神之外，还有五穀之神（即“稷”）。
有人認為在先秦时，春社时间较长，春季时对于土地的祭祀都可以称之为春社。春社主要用来祭祀土地和祖先:89，某些觀點則認為春社是上古性文化的一部分，包含所謂的春嬉（又称桑社、桑林、桑台、春台）:42，是当时人发泄欲望的狂欢节日:63。

#### 社祭
在战国以前，社、腊是当时唯一的节令:414，秦昭王某次生病后痊愈，“杀牛塞祷”，但被公孙衍以“非社腊之时也”为由劝阻。

##### 官社与民社概念的产生
当时对“社”的祭祀活动，按主办方的不同，可以分为“大社”（王为群姓立社）、“国社”（诸侯为百姓立社）、“侯社”（诸侯自立社）、“置设”（大夫以下成群立社）。这些由各级官府主持祭祀的社祭，通常被称为官社，其所需要的资金等资源也具体由官府拨付，在先秦及以后的历史中，官社在社祭的礼制、仪程和功能上并没有发生多大的变化，只是随着政治体制和行政单位名字的改变，而转换成太社、郡社、县社等称呼。
而到了春秋战国时期，社会等级结构与政治体制发生了很大的变化，社的设置不再是按照原有的社会等级来确定，而是根据行政单位和行政区划来确定，置设开始渐渐演变成由民间自由组织的“里社”。里社通常被称为民社，与官社由官府主持不同，民社主要由社宰（在不同的历史时期和地区，又被称为社首、会首等）主持，所需要的费用也主要由民众自己共同承担。这种组织形式极大地提高了民众参与社会的热情，促使民间社祭具有了很强的社会化功能，并最终实现了社祭的节庆化。

##### 社祭活动
官社在祭社时有一套完整的礼仪，如瘞埋祭品、酹酒、滴血于地、杀人衅社等:91。
而春秋时期的里社，祭祀的方式主要有两种，一种是二十五家共猎，以猎狩物为祭品奉献社神，第二种则是共出祭品，礼毕后，里众共食、聚饮:91。这是一个全民参与的节日，场面十分热烈、火爆，成为民众欢聚的场所:546，人们弹琴擂鼓，食牛羊肉，十分热闹。《老子》在描述众人熙熙攘攘时，形容为“众人熙熙，如享太牢，如登春台。”尚秉和称此为“假祭神为娱乐期”:413。热闹的场面，甚至吸引了鲁庄公前往齐国观看当地祭社时的场景。
先秦时期，老百姓对社祭十分看重:206，孔子的弟子子路在经过郑国某社时，只是想抓停在社树上的鸟，就差点被人抓住，最后在子路和子贡的道歉取悦对方下，对方才不再追究。
而在春秋战国时期的越国，因为当地有着深厚的水神崇拜习俗，春社主要祭祀“三江”，而非社神:97。

#### 春社是狂歡節日的觀點
期我乎桑中，要我乎上宫，送我乎淇之上矣。
爰采麦矣？沬之北矣。云谁之思？美孟弋矣。
期我乎桑中，要我乎上宫，送我乎淇之上矣。
爰采葑矣？沬之东矣。云谁之思？美孟庸矣。
有些人認為，在上古至西周时期，在春耕前举行的祭祀仪式中，还包含有通过交媾感应巫术和模拟田间劳作的舞蹈这两大内容:93。在当时春社是真正的狂欢，在进行完祭祀之后，实行内部婚姻制度的氏族男女可以自由地进行杂乱的群交，而实行外部婚姻制度的氏族男女则与相近氏族的男女也同样进行群体杂交:105，随意交媾。
他們認為最晚到了西周，虽然有了礼教规定，但原始习俗仍然有部分延续下来，如在仲春（或季春）举办“桑林（或春台）大会”，成年男女聚集在一起，唱歌跳舞，互相嬉戏，甚至可以自由地发生性关系，不过，绝大多数性关系都会随着桑林大会的落幕而结束:105，恋爱、交媾感应巫术等合并至春嬉和祭高禖的活动中:93-94。在成都市百花潭出土的战国青铜壶上，就有描述桑林大会时，一男子在桑林中起舞，旁边有女子采摘桑叶的部分情景:105。
在战国时期楚地诗歌的诗集《楚辞》中，就有许多篇章提及到春社，如在《楚辞·九章·惜诵》记载：“梼木兰以矫蕙兮，凿申椒以为粮。播江离与滋菊兮，愿春日以为糗芳。”在《思美人》记载：“开春发岁兮，白日出之悠悠。吾将荡志百愉乐兮，遵江夏以娱忧。”这说明在当时的楚地习俗中，在春社期间，楚人携带干粮，到野外嬉游:105。
在《周礼·地宫·媒氏》中也记载：“中春之月，令会男女：于是时也，奔者不禁，若无故而不用令者，罚之。司男妇之无夫家者而会之。”表明在当时官府下令强制成年男女参加在仲春举行的桑林大会，甚至给予“奔者不禁”的法律保护:105。
统治者也将仲春大会列入春社的活动之中，如将其分割为两个主要的内容：祭高禖祈子和乐正在学宫中进行学乐、习舞活动:106-107。在祭高禖祈子的过程中，天子需要“带以弓韣，授以弓矢”，在当时，弓矢为男性生殖器的象征，而弓韣则是女性生殖器的象征，传统和非贵族阶层的纵欲、狂欢行为被贵族阶层以如此隐喻的形式所取代:107；而在学乐、习舞活动中，贵族会要求乐正在仲月的上丁（每月上旬的丁日）向舞乐之祖贡献彩帛，天子与诸位大臣会“亲往视之”，而到了中丁（每月中旬的丁日），乐正将会被召集至宫中，教导贵族们舞乐。
相传，先秦时期的许多圣贤都是其母在社祭野合时怀孕的:550，如楚国令尹子文就是其母“旋穿闾社，通于丘陵”时“以淫而生”，孔子同样据传是其母祈于桑林神社而怀孕，甚至周朝始祖后稷也据传是其母于社祭时怀孕而生的。

### 兴起于秦汉
春可乐兮，乐孟月之初阳。
冰泮涣以微流，土冒橛而解刚。
野晖赫以挥绿，山葱倩以发苍。
吉辰兮上戊，明灵兮唯社。
百室兮必集，祈祭兮树下。
濯茆兮菹韭，啮蒜兮擗鲊。
缥醪兮浮蚁，交觞兮并坐。
气和兮体适，心怡兮志可。
浮盘兮流爵，接饮兮相娱。
上禊兮三巳，临川兮荡饮。
秦汉及以后，随着行政体制的变化，原先的诸侯之社（国社和侯社）渐渐变郡社和县社所取代，变成了帝王之社（太社）、郡县之社（郡社、县社）和乡里之社（里社）这几个层级。

#### 社神的區域化与私社的出现
从汉时起，“社神”的神秘性大为减少，逐渐人鬼化、区域化:171，如据《汉书》记载，栾布死后，“齐燕之间皆为立社，号曰栾公社”，在《后汉书》中，则记载有宋登死后被人“配社祀之”，甚至《后汉书》中还记载有方士能够“驱使社公”。
在汉朝初期，官方延续了战国以来里社合一的制度，控制着社的设置，民间不得私自立社，但后来却出现了里社分离的状况，民间开始出现游离于里社之外的私社，成为独立于官方的民间组织，私社自成立之日起就开始受到官方的限制和打击。如《汉书》就有记载，在建昭五年（公元前34年），兖州刺史就下令“禁民私所自立社”。

#### 社祭及其活动
汉武帝时期，统治者改用夏历，设立了同样祭祀土地的“秋社”，与春社合称为“社日” 。
汉朝春社时间為二月，據《禮記·月令》：「仲春之月……是月也……擇元日，命民社」。如《汉书·郊祀志》中载“以春二月及腊祠稷”（史記之異文作春三月或春二月，稷作社稷），意思是在農曆二月和臘日祭祀〔社〕稷。後來也加上秋社，因此一年祭祀社稷三次，二月、八月和臘日，如 《後漢書·祭祀志》：「二月八月及臘，一歲三祠」。官社以羊、豬祭祀后稷，百姓里社则由各社自行決定。里社的大小规模不一，如在较偏远的西北居延一带，“对祠社，鸡一，黍米一斗，稷米一斗，酒二斗，盐少半升”，较为简陋，而在河南阳武时的里社，则较为丰盛，可以分肉。
漢代的民社仍然保留着先秦時代如游戏、聚饮等娱乐活动，是社会游宴饮乐的時刻:415。比如，在成书于西汉的《淮南子》中记载，春社时，哪怕是偏远地区，也“叩盆拊瓴，相和而歌。”甚至有汉高帝刘邦当了皇帝之后，因怀念里社时的热闹场面而将枌榆之社移植新丰的传说。
东汉末年，董卓进入洛阳后，曾经在春社时派遣部队到阳城进行抢掠，当时老百姓正在进行社祭，史载那些部队“悉就断其男子头，驾其车牛，载其妇女财物”，甚至将砍下的老百姓的头颅系在车辕轴上，“连轸”

### 传承于魏晋南北朝
在魏晋南北朝时期，除了原先的春秋社日祭社之外，还往往在冬腊时加祭一次，但具体时间未定。晋朝时甚至曾经将春社取消，将之改在孟秋举行，大臣挚虞上书称此举“废兴无常”，“以应刑杀。”
同时，这一时期“里”这一概念渐渐转为“村”，由原先的“二十五家为里”变为“百家为村”，春社的活动也“结宗会社”。如在南北朝时期，荆楚一带“四邻并结宗会社，宰牲牢，为屋于（社）树下。先祭神，然后享其胙”。甚至有史料记载南郡（今荆州一带）与襄阳两郡在春社举行大规模的拔河比赛，参加拔河的人数“绵亘数里”，拔河时“皆有鼓节”，场面“群噪歌谣，震惊远近。”不过到了南朝，梁简文帝“发教禁之”，从那时起，楚地的风俗变为吃猪羊肉作成的社饭，并用葫芦盛之。
三国时期，王修母亲逝世，到第二年里社时，王修仍十分怀念母亲，“哀甚”，“邻里闻之，为之罢社”。这说明在当时民社的社祭氛围已变得不再重要，而转变为更倾向于比较单纯的节庆娱乐。

### 兴盛于唐宋
鹅湖山下稻梁肥，豚栅鸡树半掩扉。
桑拓影斜春社散，家家扶得醉人归。
在唐宋时期，春社与上巳节、中元节成为当时的诗词中最常见的节日习俗，更是盛过中秋节、重阳节等节日。在唐朝，春社与上巳节、佛诞节等同为公共假日。“上戊之辰，时俗所重，不可废也。”

#### 兴盛原因与私社的发展
在唐朝时期，由于先前乡长和乡正（约现乡镇一级官员）消失，里正直接向县府负责，权力得到强化，村落的行政与法律地位得到确认，而春社的基本单位正是以由“里”组成的村落构成。村社制是社日赖以生存的社会基础，是除自然崇拜之外支撑春社走向兴盛的另一个要素，使社日活动具备了其他节日难以具备的组织性特征。而另一方面，从唐朝一开国，官府就十分重视社祭，下诏令民间普遍立社，为社日的兴盛提供了官府和法律的支持。
唐朝时的私社不再只是单纯得以祭社为主题的组织，其构建过程大多是出于共同的利益追求或共同志趣而自愿结合起来，血缘、地缘等关系也不再重要。而唐朝的私社主要分为两种类型，一种是从事佛教活动的社，主要从事修寺、斋会、写经、刻经等与佛教有关的活动，另一种则主要从事经济和生活上的互助，如营办葬礼、困难周济、疾病慰问等。
在唐朝时期，官府对私社的态度总体是以限制和禁断为主要手段，如咸享五年（公元674年）三月，唐高宗下《禁僭服色立私社诏》，“别立当宗及邑义诸社色等社……宜令官司严加禁断。”两个月之后，再次下诏“如闻此外别为邑会，除二社外，不得聚集，有司严加禁止。”但第二份诏书说明，官府承认了私社存在的合法性，只是禁止平时聚集。到了五代时期，南唐元宗在《加应道尊号大赦文》中称“闾阎之闲，例有私社”，此显示私社的合法性不再是问题。

#### 官社
在唐杜佑所撰的《通典》中，有着春社时皇帝祭祀太社过程的详细记录，如：
- 整个太社过程分为斋戒、陈设[註 31]、鸾驾出宫、奠玉帛、进熟[註 32]、銮驾还宫六个环节，每个环节都有着极其繁琐庄重的仪式[70]；
- 从春社前七日就开始准备，皇帝着衮冕[註 33][71]，斋官要实行“散斋”，即“不吊丧问疾，不作乐，不判署刑煞文书，不行刑罚，不经秽恶”。[72]前三日，更要实行“致斋”，只能从事与社祭相关事宜，其余悉断。[73]
- 春社期间诸次[註 34][74]、宫悬[註 35]设置[75]、诸官之位[76]、酒樽之位[77]等方面都有着极为严格、繁琐的规定。

春社时，唐朝皇帝经常赐予大臣礼物（以食物为主） ，如常裒曾经得到过羊酒、脯腊、海味、油麵、粳米等赏赐，而白居易也曾得到过蒸饼、糫饼等。在宋朝时，亦有此俗，被称为“女中尧舜”的宣仁太后在病重时就曾赠予吕大防、范纯仁、苏辙等名臣以社饭。

#### 民社
庭前春鸟啄林声，红夹罗襦缝未成。
今朝社日停针线，起向朱樱树下行。
民间春社时的欢愉却是唐宋社会富庶太平的标识。在唐诗中，有诸多诗篇描述了春社时的场景，从中我们可以感受到唐朝时的热闹景象。如王驾（一说王演）在《社日村居》中描述了江西铅山鹅湖山春社时，家家酣醉的场景。
春社在西北凉州一带也极为热闹，既有社鼓、社酒等春社必须品，同时还有自己的特色，如社祭时用酒浇祭品，然后焚香拜土地神木牌，期间还有女巫翩翩起舞。在敦煌一带，则流行“春座局席”，社员轮流担任社司，全员协助，在春社开始前，社司要发请贴，上面要写请承办人、举行地点、社人需要缴纳的物品数量、对违规的惩罚措施等内容）。
在北宋的《东京梦华录》中，对于开封一带春社时的活动有详细的记载：如将猪羊肉、腰子、奶房、鸭饼、瓜姜等调和，铺在饭上，称其为社饭，以用来请客；春社当天妇女要回娘家，外公姨舅等要送给她们新葫芦和枣，晚上方能回来；私塾的先生们会让学生们凑钱雇倩祗应、白席、歌者等来举办“社会”，结束后学生们各带着花篮、果实、食物、社糕等而回家。
在南宋的《武林舊事》中，则记录了社会当天的大量娱乐活动，如：体育方面的娱乐既有相扑、蹴鞠等充满竞技性的活动，又有射弩、使棒等带有表演性质的活动。戏曲方面的娱乐则既有杂剧、影戏等观赏性较强的活动，又有唱赚、清乐等以音乐为主要表现形式的活动。此外还有花绣、小说等诸多活动。
莫笑农家腊酒浑，丰年留客足鸡豚。
山重水复疑无路，柳暗花明又一村。
箫鼓追随春社近，衣冠简朴古风存。
从今若许闲乘月，拄杖无时夜叩门。
南宋著名诗人陆游有许多首诗均提及或专门描述春社，如《春社》描述的是春社时的社肉、社酒、社酒，另一首《春社》则提及了社戏，出现最多的，则是春社时饮社酒共醉的场景，如《社饮》的“先醉后醒惊老惫”，《代邻家子作》的“社日淋漓酒满衣”和“扶得吾翁烂醉归”，《社鼓》中的“饮福父老醉，嵬峨相扶持”，《社肉》的“醉归怀余肉”等。
在陆游的《赛神曲》中，则生动的描绘了春社时的祭祀社神的场面：祭桌上点着的是乌臼种子作的蜡烛，摆着的是香喷喷的鲤鱼，在击鼓吹笙的音乐声中，巫师着绿袍槐简在前向社神祈告，小姑着红衫绿裙在一旁抱着酒壶。
在唐宋时期，春社始有停针线的习俗，“遇春秋社日，不作组紃”，甚至留下了“闻知社日停针线，采新燕，宝钗落枕梦春远，帘影参差满院”这样的词句。
同时，宋朝还将魏晋时期五月初五“斗草”的习俗移植到春社活动中，宋朝文学作品中同样有着大量的相关描述，如晏殊的“疑怪昨宵春梦好，原是今朝斗草赢，笑从双脸生”，范成大的“社下烧钱鼓似雷，日斜扶得醉翁回。青枝满地花狼藉，知是儿孙斗草来”，史达祖的“忌拈针线还逢社，斗草赢多裙欲卸”等。

### 式微于元明清

#### 式微原因
至元十六年八月，中书省御史台呈：
燕南河北道按察司申，会验钦奉圣旨，汉儿田地里祈仙、祷圣、赛神、赛社，都交罢了者，钦此。体知得民间多有祈赛神社，置到神案、旗牌、锣鼓、伞盖、交椅、仪从等物，若不拘收，切恐因而别生事端。
元朝时，由于元朝统治者害怕汉民会借着春社聚会时闹事而威胁到自己的统治，所以对春社严加限制，再加上自然崇拜和村社制度这两大社日赖以发展的两大因素增多受到破坏，民社开始衰落，在中国整个节日文化体系中乃至社会生活中的地位大大下降。在北方，春社渐渐与二月二青龙节结合，而在南方则与土地庙、城隍庙结合。甚至原先社日时的一些禁忌，也被归入二月二青龙节，如原先社日不能动针线的习俗变成了青龙节的禁忌，谓之恐伤“龙目”。
在人们的心目中，“社”不再是原来的村社主神，而是变成了一般性质的土地菩萨或者土地公，成为一个十分世俗的偶像，社日的精神凝聚力瓦解。尚秉和在《历代社会风俗事物考》中面对此“数千年之故俗，竟尔革除”，发出“可不悲哉！可不痛哉！”的感慨:423。
按元时法律规定，禁止“赛神赛社”，甚至还将民间社祭用的神案、旗牌、锣鼓、伞盖、交椅、仪从等物品没收至官府，再之后更是将划龙船、木偶戏等娱乐活动一概禁止。

#### 官社
临安二月天气暄，满城靓妆春服妍。
花簇旗亭锦围巷，佛游人嘻车马阗。
少年社火燃灯寺，埒材角妙纷纷至。
公孙舞剑骇张筵，宜僚弄丸惊楚市。
杨柳藏鸦白门晚，梅梁栖燕红楼远。
青山白日感羁游，翠晕清樽讵消遣。
宛落风光似梦中，古园兄弟复西东。
醉歌茗芋月中去，请君莫唱思悲翁。
明朝时，按《明会典》规定，每百户为一社，在春社到来前就需率办祭物，到了春社时，则要用一羊、一豚、酒、果、香烛等祭祀。祭祀结束后，一人带领读“抑强扶弱之誓”，之后按长幼次序坐下饮酒，“尽欢而退。”但这一仪式在明朝中后期以后，已形同虚设，地方官员只祭县社，而不祭里社 :548。

#### 民社
为了能够增加里社的乡村风俗，明朝许多地方官员和乡绅对里社祭祀进行了种种改革和整顿:548。如：
- 黄佐：在春社前会首与预祭之人斋戒一日，扫除社坛，并祭品挖坎[註 48]埋在社坛西北方向，会首提前一日将厨房用具洗涤干净，晚上的时候则开始宰牲。春社当天天还未亮时，执事开始烹牲，随后燃香明烛，参加社祭的人在神位前各服常服，洗手后按地位大小立定，除会首外其他人先朝社之神位拜三拜，其后会首先后跪于社、稷之神位前，三祭酒，再之后会首再跪下读祝文，会首以下三鞠躬。礼毕后，大家开始饮酒[106]。
- 叶春及：葉春及的改革則主要張恢復《明會典》的規章，個別地方又與黃佐相同，同時又加入了會首不再由原先的輪流擔任，而是由見役裏長擔任[105]:548。

然而，不管是黄佐，还是叶春及，均在相关的改革中提到春社时“不许扮神跳鬼”、“不许装神舞鬼”，否则“违者罪之”。这表明对于明时的统治者和地方官员来说，社日更重要的是促进村民和睦，便于教化乡民:549。
而民间的社日却主要是借悦神之名，行娱人之实，民间的赛社活动在许多史籍中皆有记载:549。在元朝时，部分民间仍存轮流做春社社首的习俗，社首会邀请村民到自己家“赛社”，宰猪羊，祭祀过后，“受胙饮酒”。
明朝著名学家杨慎在其诗作《临安春社行》中就描述了在临安（今杭州）一带，春社有穿春装、摆鲜花、饮社酒、观赏社火、社戏等习俗。在浙江金华一带，规模则大为缩小，仅“四乡各有社祭”；严州一带，则只保留有社祭后“毕则饮福”的习俗。
清朝时，春社主要在南方地区存在，从各地的地方志来看，许多地方的春社同样保留有诸多娱乐活动，如戏社、社祭、巫祝、聚饮等。如：
坎坎鼓，蹲蹲舞，祈秋成，祀田祖。田祖醉，彻酒脯。
速翁媪，将稚孺，相挽搂，来田头。
草为茵，花为筹，酌大瓢，相劝酬。日未落，饮先休。
或饱腹，或睅目，或拍手，或顿足。
或招或携或追逐，或号或笑或趜趗。
- 社戏：又称社火，为南宋遗风[114]。在许多地区的民间（如直隶、霍州、汾西、荆州），在春社时会根据村落大小、地位高低而凑钱演社戏。[115][116][117]而在山西临汾同时也有举办香火会，扮社火的风俗[118]。社戏不仅在中国大陆流行，而且在台湾，除了漢族外，哪怕是当地原住民也有春社时张灯结彩，演社戏，给土地神过生日的习俗。[119][120]由于社戏十分消耗财力，因此一些地方志撰写者对此进行了批评。[50]如批评社戏“易启事端，多耗财货”[121]、“伤则废业，荡人心志”[122]。但也有撰志者认为，如果对社戏改良的话，有“社会教育之意”[123]。
- 社祭：作为春社的最初目的，社祭也是许多地方春社时的习俗[50]。如六合、京山、宣恩、应山（今湖北省广水县）等地的春社，老百姓们会或凑金具酒醴，或蒸米作糕、或作米粢等来祭祀土地神。[124][125][126][127]社祭时大多以酒糕、鸡豚来奉祀社神[50]，但也有的地方用其他祭品，如武冈地区就用将香藤熏干杵碎和糯米粉调蒸而成的“社粑”来奉祀社神[128]。社祭时的社饭大多各地有各地的特色，如在荆楚一带，社饭主要由猪羊肉和米饭调合而成，并装在葫芦（葫芦有多子多孙之意）中，送给别人。[129]凤凰县一带是用蒿菜杂糯米蒸熟[130]，晃州和来凤地区是用糯米，切麦蒿和腊肉片及豕脂蒸熟[131][132]，芷江地区是用蒿叶将米、干肉包裹蒸熟[133]。
- 巫祝：在清朝的各地地方志中，同样也有许多地方社日有延巫祝以祭社的习俗[50]。巫祝时，很多地方（如罗田、钟祥、石首、永定）多以敲锣打鼓来迎神。[134][135][136][137]
- 聚饮：祭祀仪式结束后，男女老少坐在一起聚饮也是许多地方的习俗，如黄州、武昌、蕲水、黄冈、沔阳等皆有此俗。[138][139][140][141][142]据云饮社酒可治耳聋、有利于子孙成长等说法。[50]
- 其他习俗：在许多地方，还有一些特别的风俗，如黔阳有放风筝之俗[143]，获嘉、崇阳等地有修新坟之俗[144][145]，在黎城、潞安等地，有走社的习俗[146][147]，即走亲串友或扛抬社神游走[50]。
- 禁忌：跟以前一样，许多地方在春社时也有诸多禁忌，如清泉在立春至春社后再过一戊日，忌以金犯土[148]，凤凰县、沅陵在春社前忌扫汲[149][150]，云阳忌动土、女子停针线[151]。

清朝后期著名诗人袁景澜在其著作《吴郡岁华纪丽》中记载江苏一带，春社时官方“牲乐以酬”，农家“家具浆壶”，“以祝社釐”，并称“醵酒作会，曰社钱；叠鼓祈年，曰社鼓；饮酒治聋，曰社酒；以肉杂调和铺饭，曰社饭。”酣嬉热闹的场面，让催租的官吏也不再惊扰百姓。

## 现代

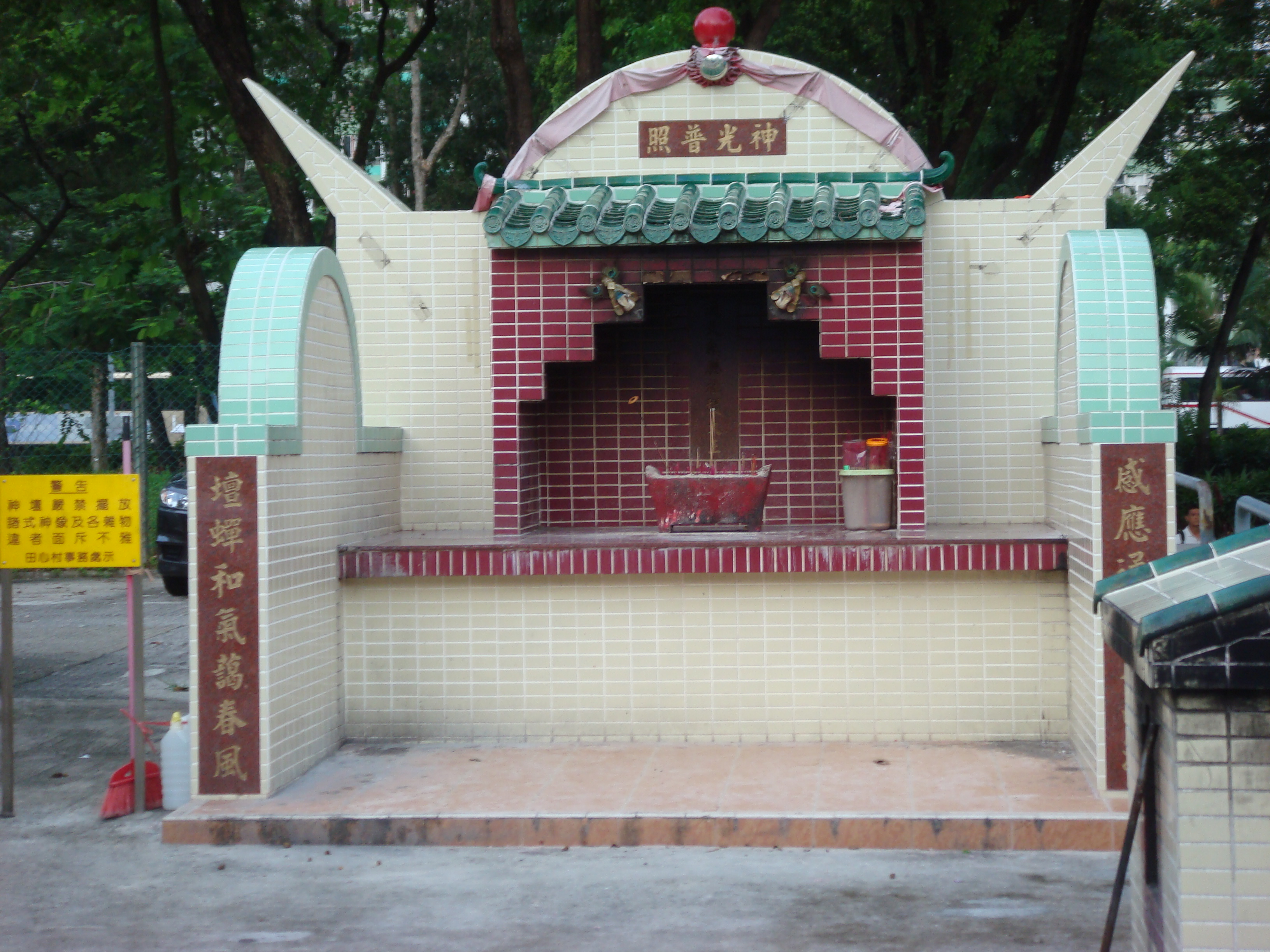
现存于香港的土地公神壇

当代的春社，在中国北方地区则主要與同樣在二月二的龙抬头合併，但實際上春社（土地誕）和龍抬頭是兩個不同的節日，春社為祭土地神，龍抬頭則是祭龍祈雨。在部分南方地区则保留有祭社的习俗，而在江苏一带的部分地区，则既保留有春社祭社的习俗，又有龙抬头节的习俗。在日本，春社多由各地的神社進行祭祀產土神（當地土地神的一種，保護特定地域以及守護祖籍於該地域的人）。

### 中国大陆
- 江苏省阜宁县：日期为二月初二，当地大的村庄会凑钱起造土地祠宇，较贫困的小村庄则会只大缸倒扣在地上，在下方敲出一长方形的洞门，将土地牌位放于其中。春社时当地农民会前去拜祭。[155] :188

- 江苏省仪征市：日期为二月初二，当地人会用纸扎成土地公，并用剪纸作成的袍子铺盖，之后再“粉绘之”，将之作为神位。人们也会将多个灯放在土地神前，家有不孕者，可以取灯回家，如果来年怀孕，则“以一奉十，还于神前”。当天还会搭台演出戏剧，并有“家家接女，留之过宿”之俗。[155]:193

- 湖北省武汉市：日期为二月初二，当地人会凑钱“鼓天宣地”，“宴会一堂”，宴会结束后，还会彼此搏斗之俗。[155]:316

- 湖南省宁远县：日期为二月初一，当天有忌春碓[註 50]之俗，云“是日春碓，必断牛脚”。[155]:333

- 四川省绵阳市：日期为立春后第五个戊日，当地有在雎水踩桥的习俗，此习俗系由川西北最大民间风俗“踩桥消灾祛病”和“拜干爹”两个活动发展、演变而来，至今已有200余年历史。节日当天，附近的民众会到雎水桥进行踩桥活动，并且“丢药钱、拜干爹，抛衣物，祈祷全家平安”。[156]

#### 少数民族
- 壯傣語支民族：此類民族中的社祭，往往是指祭拜祖先的鬼魂，每年要春耕秋收後在樹林每家以雞一隻祭祀後食用。

- 壮族，春社又称为祭土地公节、土地婆节、保阳节，日期为二月初二。春社当天，家家户户都杀鸡煮肉派各家家长到当地土地庙祭祀神，祈求今年风调雨顺、五谷丰登。仪式结束后，或在祭坛前聚餐，或按户平分祭品后回家祭先祖，是谓“散福”。[157] 柳州一带的壮族，春社时，村人轮流担任村头，春社当天早晨去其他村民家中收取钱米，然后宰猪煮粥。天亮前，各户家主先在自家门土中前插一草枪，后齐至社林，祭祀时焚香秉烛，向社王石礼拜，祭祀结束后，村头将胙肉、社粥（猪红粥）平分给各户带回。家主回家后，拔出草枪，将少量粥放入枪孔中，并用脚拨土盖上踏平，据传这样可以让家中减少蚊蝇。到了晚上，则不可点灯，据说这样可以防鼠。[158]

- 仫佬族：春社日当天，村里会组织进行春祭，村民们凑钱买猪后，每家派出一位代表，将猪抬至社王庙宰杀，在祭祀时，用竹子将分成若干份的猪肉串联起来，挂在竹杆之上，列在社王庙两旁，仪式结束后，则参加仪式的每一位代表都可以将一串猪肉带回家中。按照当地的习俗，如果春社在春分之前，则表示今年将风调雨顺，代表们可以在社王庙大吃一顿，再将其他的串肉分给各人带回家；如果在春分之后，则表示今年收成将不好，需要省吃俭用，先将串肉分好后，再将猪肉各自带回家吃。在村民家，也保持着舂糍粑、杀鸡祭祖、接新媳妇回家等习俗。[159]

- 白族：日期不定，一般是在“关秧门”[註 51]之后，老人们会选择黄道吉日，进行春社。春社当天，村民们会齐聚在一起，祭祀土地，之前有唱歌、吹笛等种种娱乐活动，祭祀结束后分食。与其他许多地方的风俗不同，白族的春社祭祀社神，并不是一家出一人，而是不管男女老少皆可参加。[160]

- 苗族：日期为立春后的第五个戊日。在春社前，每家每户均需要缴纳一斤糯米，祭祀用的公猪则需由抽签来决定哪家供应。春社当天清晨，各家要请巫师到自家喃经求福，吃完早饭后，男子穿黑衣到社棚内杀猪煮饭，祭祀土地神，然后聚会饮酒。苗族的春社有诸多禁忌，如妇女或家中有孕妇的男子不能参加社祭，在春社前三四十天内，参加社祭的人员家中不得办理红白喜事，此日不得劳作，不得上山烧火，不得挑柴进村，不得屋外晾衣等。[161]此外，“春社”在苗语中又被称为“兴暇”，意指男女青年汇集在一起闲游，还有“赖婆饭”和“坐妹”的习俗，未婚的男子会成群结队地唱着苗歌串寨，向各家各户“赖饭”（即讨饭），并和姑娘们“坐妹”，或谈天说地，或深情对唱，或表露衷肠[162]。

#### 春社变种
- 春台戏：在江苏苏中一带，二、三月间，有醵钱演戏，以祈丰收之俗，男女聚观。[155]:156
- 赶春社：在贵州省黎平县地区的侗族，每年立春后的第五个戊日，即为“赶春社节”。整个节日与中国传统节日春社有诸多相似之处，但与传统的春社不同，赶春社不以祈农、祭社为主，而是以“捞社”（捞鱼）为核心仪式。当地还有男性将锅灰涂在脸上，且衣衫褴褛、着女装、扮女角的习俗。据传此节日是为了当地的社神木阿点龙。[163]

### 香港、澳門
- 香港：一些圍村的村民會祭祀村內的土地，市區中的土地廟（或稱福德廟）亦有信眾拜祭，有些會邀請戲班演出神功戲[164]。
- 澳門：澳門土地誕活動規模龐大，各間土地廟均舉辦各有特色的賀誕活動。2017年被列入澳門非物質文化遺產；2021年以“澳門土地信俗”名義列入第五批“國家級非物質文化遺產代表性項目名錄”。2022年12月至2023年4月23日，澳門博物館更舉行“福地祥凝──澳門土地信俗”展覽，展出了土地信仰與風俗相關的物品[165][166]。

### 臺灣
- 臺灣：臺湾客家六堆同样有春社的习俗，日期不一，有的地方选在正月，有的地方则选在二月二[167]。在当地，土地公被称为“伯公”，春社又被称为“作福”、“祈福”、“捉福”、“太平福”，以祈求五谷丰登，风调雨顺，国泰民安。在每年的元宵节，有的地方还会举行攻炮城比赛活动。[168]在各個土地廟和濟公廟也會有祝壽慶典。

### 东亚地区
- 日本本土：定於最接近春分的戊日，部份地區稱為地神降（地神降り）。[169]各地祭祀產土神的神社會舉行祭典，祈求五穀豐登，這天忌翻土。[170]人們會喝「治聾酒」，他們相信喝了治聾酒，聽覺就會變好[171]。

- 琉球：定於二月初二，稱為土帝君祭[172]。由於這天人們會放下農事祭土帝君（琉球人對土地公的稱呼），故又稱為腰憩い。琉球人會用食品牛、豬、雞、重箱料理等拜祭土帝君，有些地方還會舞獅[173]。

## 春社的作用与意义
- 官府宣示管辖权：在先秦时期，社祭就被确立为诸侯对相应的土地及生活在其上的民众的“神授权力”，秦汉之后，虽然随着地方行政体制的变化，官社在一定程度上发生了变化，但仍然象征着以皇帝或官员为代表的国家对一方土地和一方民众的管辖权[43]。

- 娱乐睦族：秦汉以后的春社以娱乐为主，祭神为辅，春社的集体宴饮游乐，不仅仅是个人辛勤劳作的一种调节，更重要的是促进了乡里各家庭之间的亲和力，从而巩固了整个乡里的凝聚力[44]:172-173。

- 宣政教化：春社是官府发布规章、推行教化的重要场所，在春社时利用大家集会的机会，发布或重申乡规乡约，增强大家的法纪意识和道德观念[44]:173。在先秦时，《周礼》就记载有“若以岁时祭祀州社，则属[註 52]其民而读法。”[174]

- 指导农时。如中国保存得最完整的古农书巨著、成书于北魏时期的《齐民要术》中，有“菘[註 53]，以社前二十日种之；葵[註 54]，社前三十日种之。”[175]等记载，在明朝徐光启著的《农政全书》中亦有春社日宜种石榴、山药、黄瓜、甘蔗[176]的记载。

### 日期與春社接近或重疊的節日
- 龍抬頭：與部份地區的春社同樣定於二月初二的節日，但目的是祭龍祈雨而非祭土地神。
- 中和節：定於二月初一，因日期相近，部份地區會把此節日習俗與春社一同進行，部份地區其中一些春社習俗源自中和節。
- 花朝節：因應不同地區有二月初二、二月十二、二月十五等日期，與春社日期接近，但內容為賞花，與祭土地無關。

### 其他国家或地区春季祭祀土地的节日
- 泰国春耕节：日期为泰曆6月，公历5月，是泰国春耕前祈求丰收之节日。
- 日本小正月节：即日本的元宵节，部分地区有祭祀田祖之俗。
- 不丹祭祀节：日期为春季，其俗为男女至谷底水田处，女子用泥块掷男子，双方进行打闹，如果女子获胜，则表示此年会大丰收。